# Cercul de la Viena

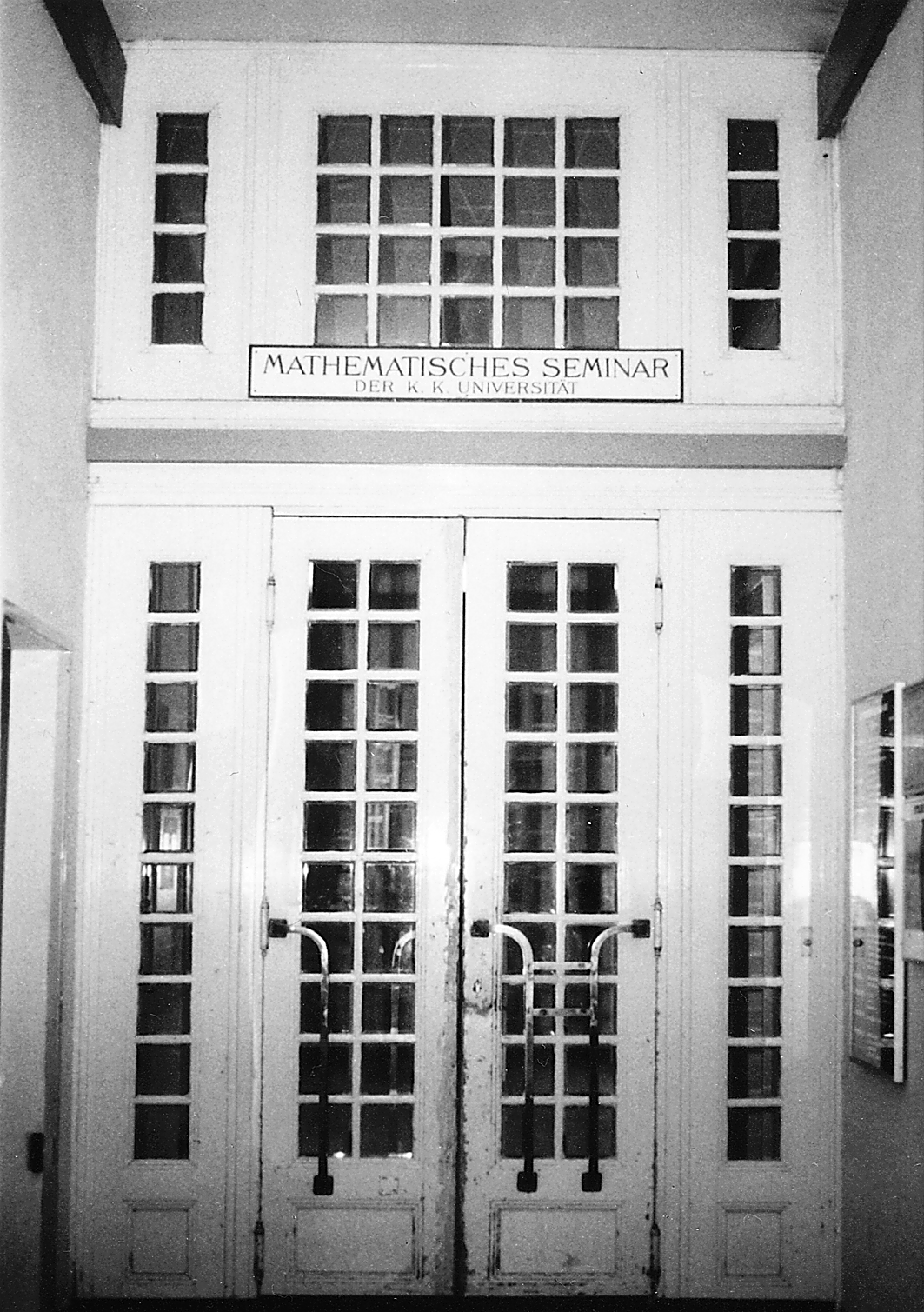
Intrarea la seminarul de matematică al Universității din Viena, Boltzmanngasse 5, locul de întâlnire al Cercului.

Cercul de la Viena (germană Wiener Kreis) de empirism logic a fost o grupare de filosofi și oameni de știință din domeniile științelor naturii, științelor sociale, logicii și matematicii, care s-a întrunit regulat între 1924 și 1936, la Universitatea din Viena, sub conducerea lui Moritz Schlick.

## Prezentare generală
Gruparea, care a promovat o reînvierea pozitivismului și a dat naștere curentului neopozitivist avea printre membrii cei mai marcanți pe Alfred Ayer, Rudolf Carnap, Philipp Frank, Kurt Gödel, Hans Hahn, Viktor Kraft, Karl Menger, Richard von Mises, Otto Neurath, Moritz Schlick, Friedrich Waismann și Edgar Zilsel.
Ocazional, Cercul era vizitat de Alfred Jules Ayer, Carl Gustav Hempel, Oskar Morgenstern, Ernest Nagel, Hans Reichenbach, Frank P. Ramsey, Willard Van Orman Quine și Alfred Tarski. Filozofii Karl Popper și Ludwig Wittgenstein, deși aflați în contact direct cu membri cercului, nu au participat efectiv la întrunirile acestora.

## Importanța grupării
În anii 1920 - 1930, Viena a devenit astfel centrul filozofiei timpului său. Cercul vienez a editat cu regularitate, începând din 1930, o revista proprie Erkenntnis. Deoarece lucrările membrilor săi au fost interzise în perioada național-socialismului - în parte fiindcă membrii săi erau de origine iudaică, în parte datorită faptului că atitudinea lor politică nu concorda cu cea a puterii - grupul s-a destrămat în 1938. Cea mai mare parte a membrilor fostului Cerc au emigrat in Statele Unite.
Caracteristică pentru această grupare este combinarea empirismului cu interpretarea convenționalistă a gândirii logice, de unde și conceptul de empirism logic. Membrii Cercului de la Viena au criticat filosofia metafizică propunând limbajului filosofic respectarea unor norme riguroase. Cereau o formulare clară a problemelor, tratarea lor cu mijloace logice și matematice relevante, o analiză critică a ipotezelor și rezultatelor cercetării filosofice.
Membrii Cercului de la Viena au adus o contribuție importantă la dezvoltarea logicii simbolice.